# Sebeka (Minnesota)
Sebeka es una ciudad ubicada en el condado de Wadena en el estado estadounidense de Minnesota. En el Censo de 2010 tenía una población de 711 habitantes y una densidad poblacional de 111,01 personas por km².

## Geografía
Sebeka se encuentra ubicada en las coordenadas 46°37′45″N 95°5′16″O / 46.62917, -95.08778. Según la Oficina del Censo de los Estados Unidos, Sebeka tiene una superficie total de 6.41 km², de la cual 6.41 km² corresponden a tierra firme y (0%) 0 km² es agua.

## Demografía
Según el censo de 2010, había 711 personas residiendo en Sebeka. La densidad de población era de 111,01 hab./km². De los 711 habitantes, Sebeka estaba compuesto por el 97.89% blancos, el 0.42% eran afroamericanos, el 0.14% eran amerindios, el 0% eran asiáticos, el 0% eran isleños del Pacífico, el 0% eran de otras razas y el 1.55% pertenecían a dos o más razas. Del total de la población el 0.84% eran hispanos o latinos de cualquier raza.